# Selandia del norte

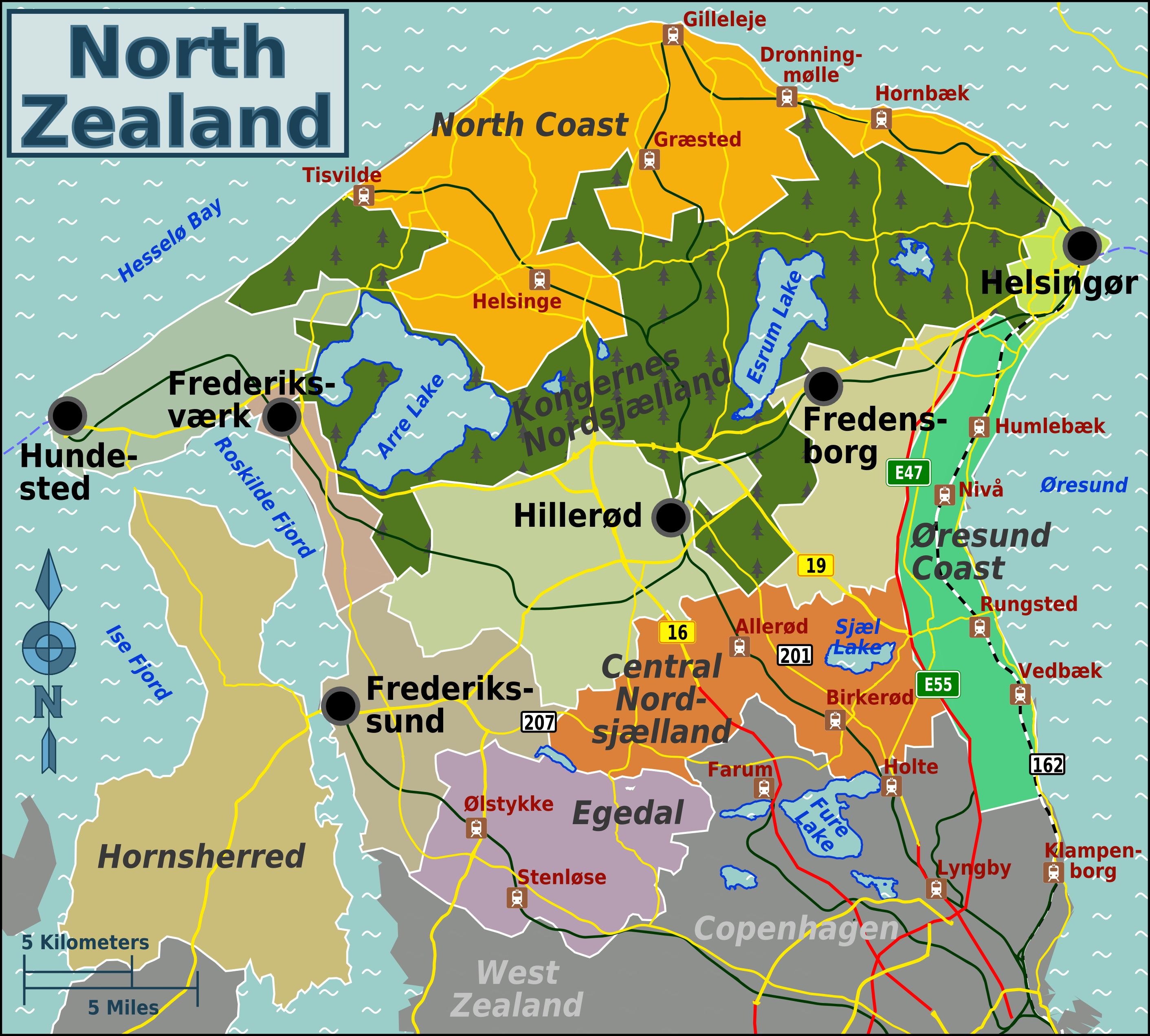
Mapa de Selandia del Norte

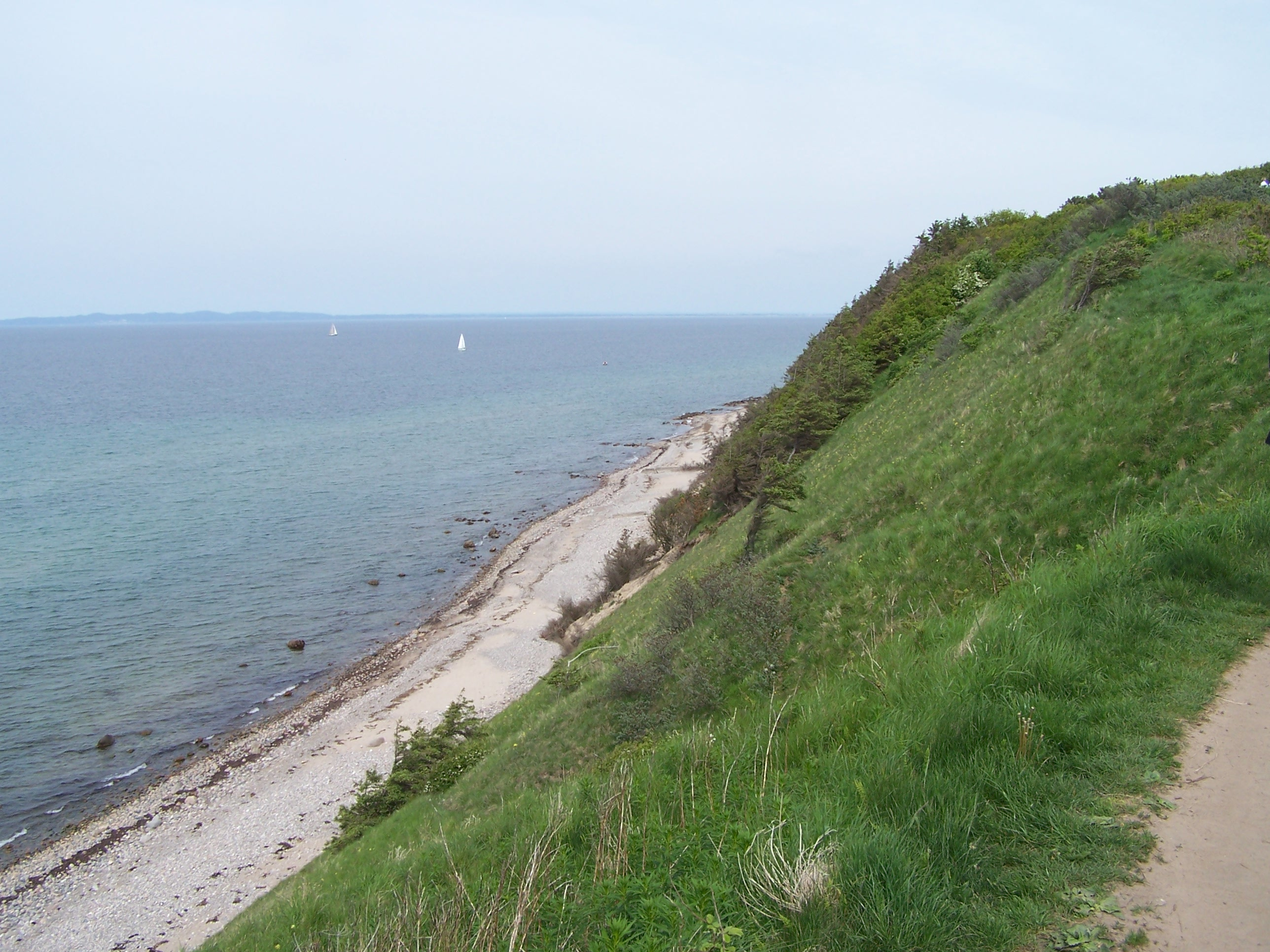
Costa cerca de Gilleleje

Selandia del Norte (en danés: Nordsjælland) se refiere a la parte norte de la isla danesa de Selandia, que no está claramente definida pero generalmente cubre el área al norte de Copenhague. Las autoridades turísticas danesas han introducido recientemente el término Riviera danesa para cubrir el área, en vista de su creciente importancia para el turismo. El área tiene tres castillos reales y ofrece hoteles con playas, así como lagos y bosques. Además del castillo de Kronborg, tres de las áreas forestales del norte de Selandia utilizadas para la caza real están incluidas en la Lista del Patrimonio Mundial de la UNESCO.

## Cobertura geográfica
Por lo general, se entiende que la región cubre el área al norte de Copenhague entre Isefjord al oeste y Øresund al este.

### Municipios
Comprende (al menos) los municipios de Allerød, Egedal, Fredensborg, Frederikssund, Furesø, Gribskov, Halsnæs, Helsingør, Hillerød, Hørsholm, Lyngby-Taarbæk y Rudersdal.

### Pueblos y ciudades importantes
Los centros urbanos más grandes de la región son Helsingør (61.519 habitantes), Hørsholm (46.229), Hillerød (31.181), Birkerød (20.041), Farum (18.335), Frederikssund (15.725) y Frederiksværk (12.029). La ciudad histórica de Roskilde (48.721) en el suroeste a menudo se incluye en el norte de Selandia, especialmente en las guías turísticas.
La ciudad de Frederikssund, conocida por sus Juegos Vikingos, que se celebran cada verano, también se encuentra junto a la península de Hornsherred, con oportunidades para caminar, andar en bicicleta y navegar. El castillo de Jægerspris, con una historia que se remonta al siglo XIII, es ahora una casa museo histórica.
Frederiksværk debe su existencia a su pasado industrial, incluida su fábrica de cañones establecida en 1761 por Johan Frederik Classen de acuerdo con las órdenes del rey Frederik V. Gjethuset, parte de la antigua fábrica, ahora se ha convertido en un centro cultural. Otro de los atractivos es el Museo de la Pólvora al aire libre (Krudtværksmuseet).

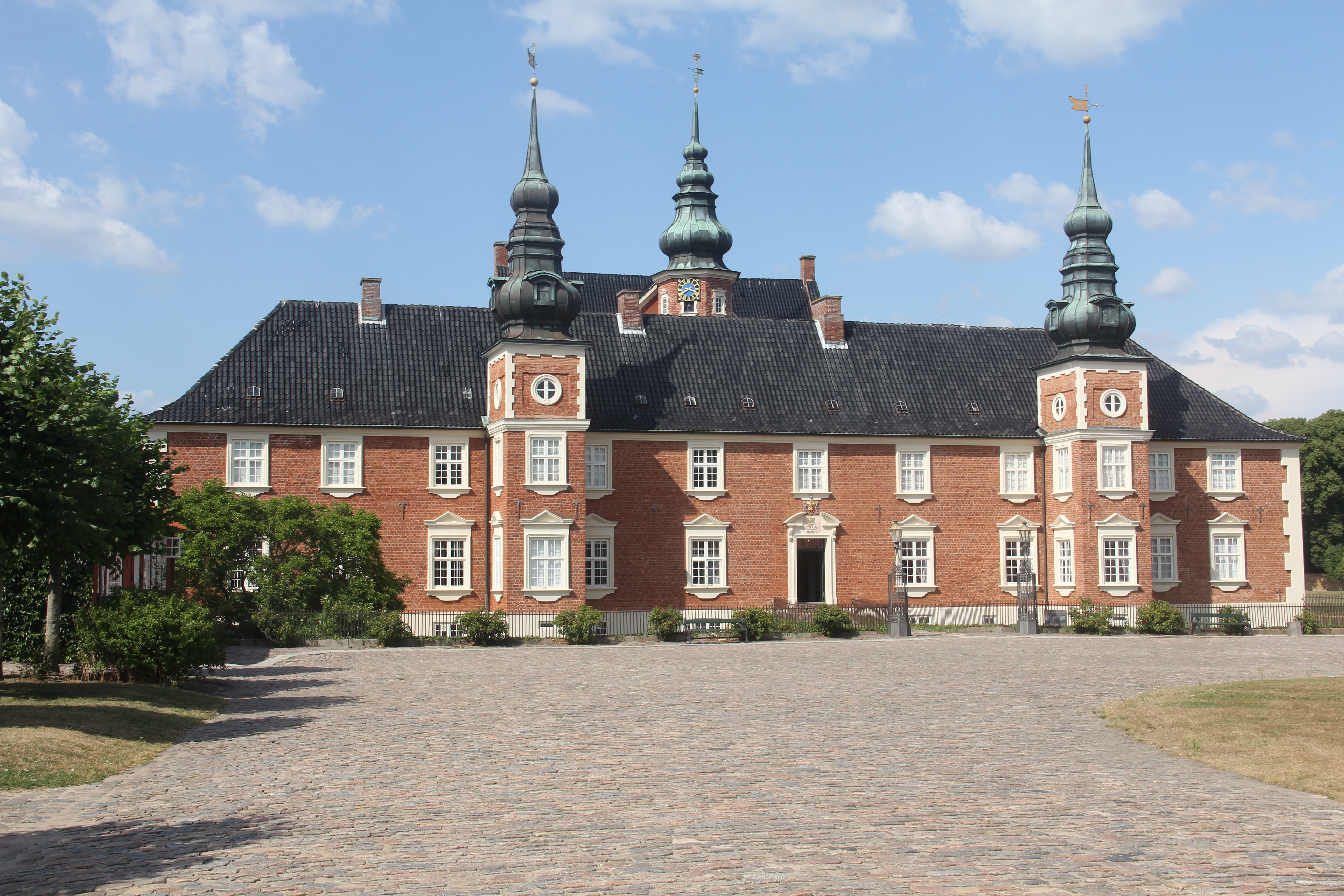
Castillo de Jaegerspris
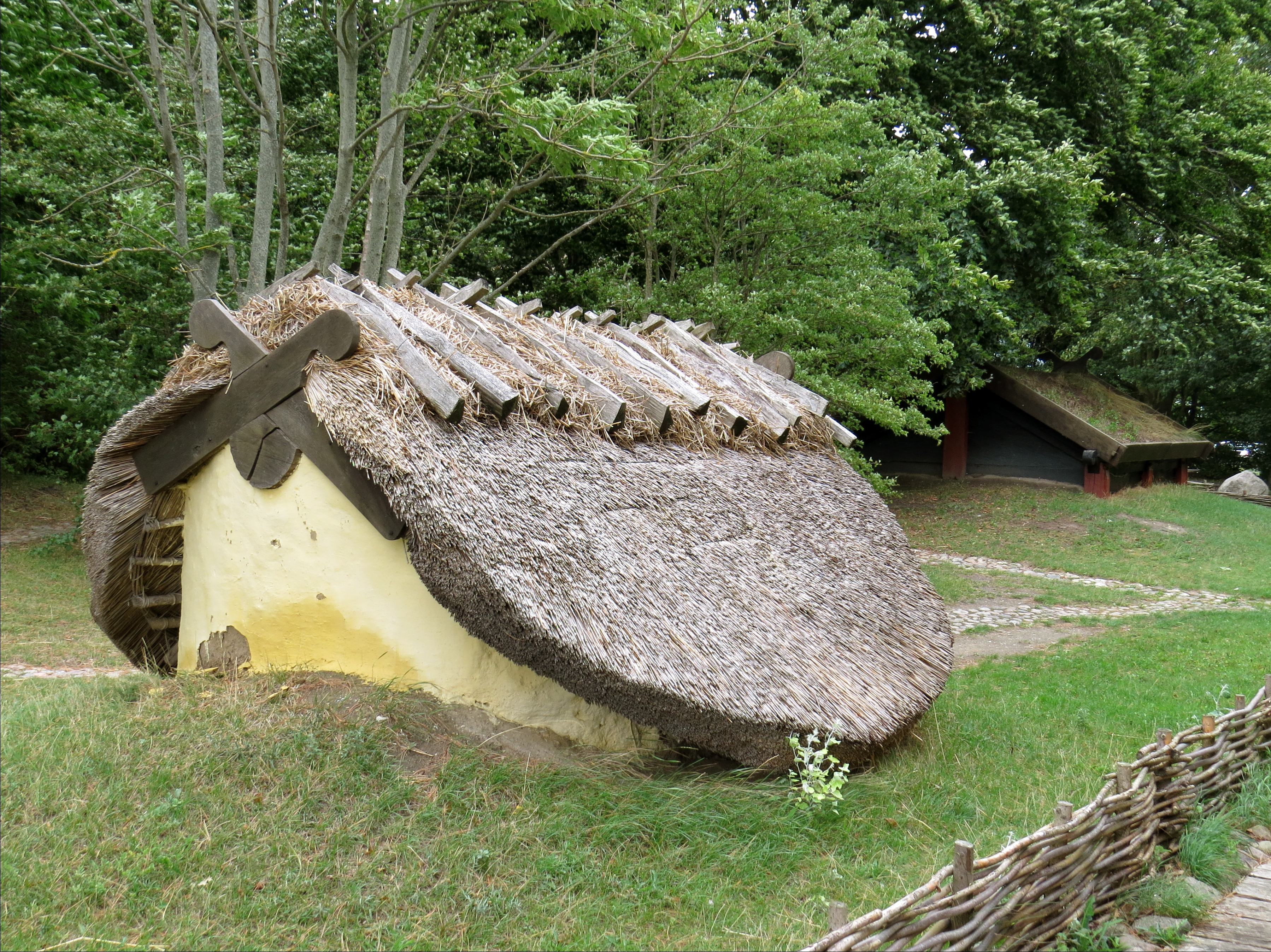
Cabaña vikinga, Frederikssund
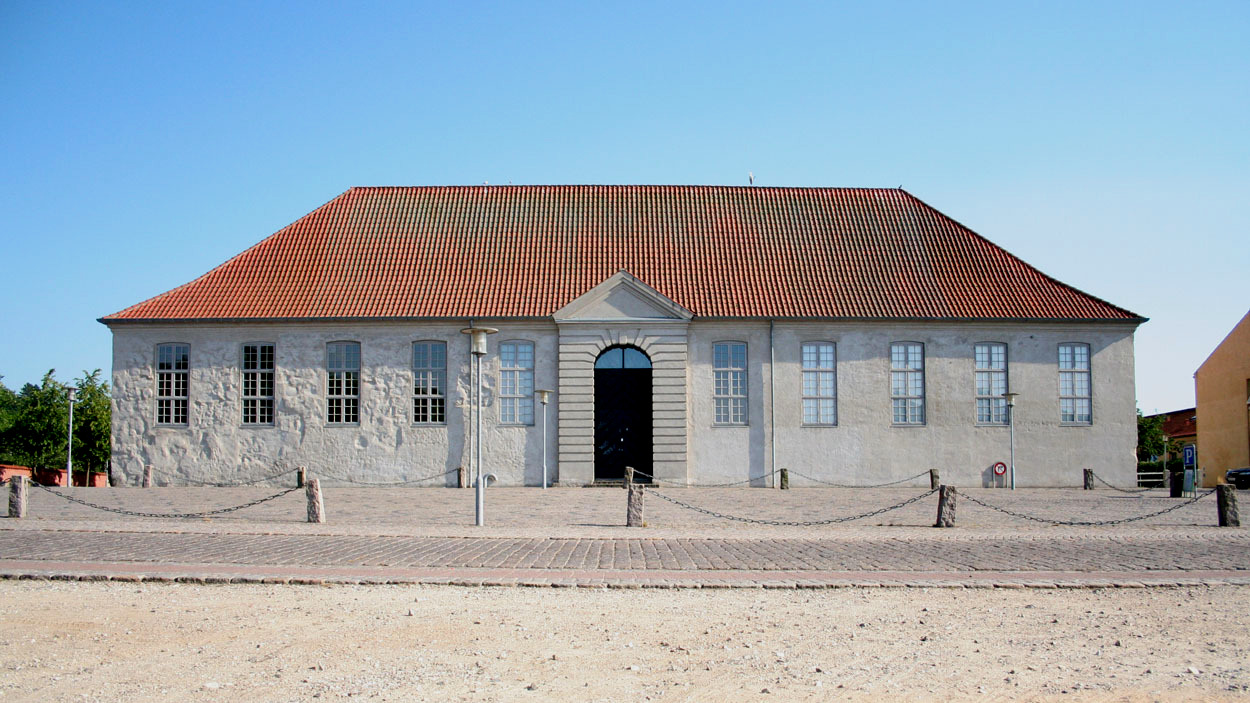
Gjethuset, Frederiksværk
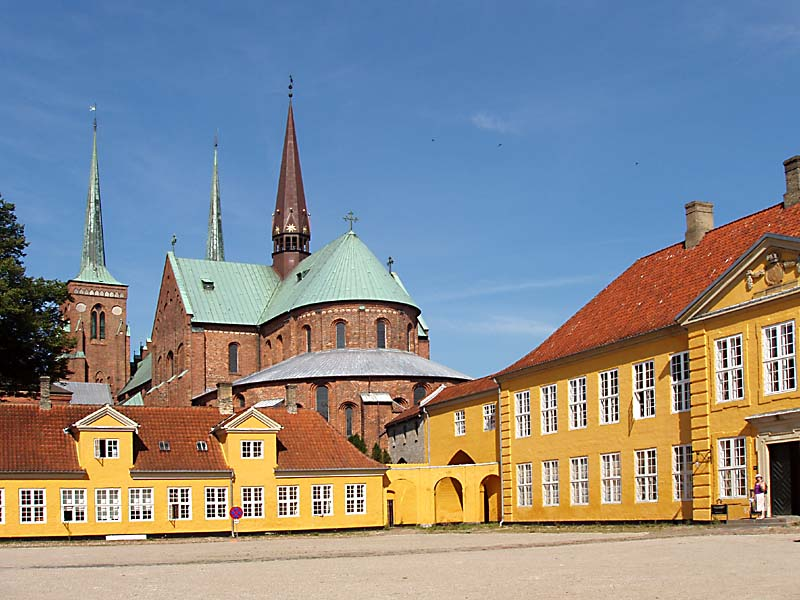
Catedral de Roskilde

## Historia
La región tiene una historia que se remonta al menos al siglo XIII, ya que en 1231 Helsingør fue mencionado en el Libro del Censo de Valdemar antes de obtener privilegios como ciudad comercial bajo Eric de Pomerania en 1426. El castillo conocido como Krogen fue reconstruido como Kronborg en 1577. A partir de la Reforma danesa en 1536, la monarquía confiscó las extensas propiedades en el norte de Selandia que habían pertenecido a los monasterios y se hicieron con la propiedad de la mayor parte de la región hasta principios del siglo XVIII. Sin embargo, no utilizaban la tierra para la agricultura, sino principalmente para la caza y el pastoreo de sus caballos. También establecieron parques cerrados para la caza de ciervo.
Desde el siglo XVI, se han construido residencias reales y palacios en la región. En el siglo XVIII, Frederiksværk en la costa oeste y Hellebæk al oeste de Helsingør se convirtieron en importantes centros industriales gracias a la temprana fabricación de armamento.
Desde principios del siglo XX, las costas norte y este se han desarrollado como lugares de nado y vacaciones para los habitantes de Copenhague. El área al norte de la capital se ha vuelto popular como área residencial y recreativa acomodada para quienes trabajan en la ciudad.

## Atractivos y puntos de referencia

### Castillos reales
Una de las principales atracciones de la zona es el castillo de Kronborg, declarado Patrimonio de la Humanidad por la UNESCO, en Helsingør, al noreste. No es solo el sitio de la obra Hamlet de William Shakespeare, sino que es uno de los castillos renacentistas más importantes del norte de Europa. La ciudad de Helsingør también tiene una iglesia construida en el siglo XVI. Su área portuaria remodelada conocida como Kulturhavn Kronborg ahora alberga el Museo Marítimo Danés.
La segunda ciudad más grande, Hillerød, en el centro de la región, es famosa por el Palacio de Frederiksborg construido en estilo renacentista para Christian IV a principios del siglo XVII. La ciudad no es solo una atracción turística, sino un centro industrial próspero gracias a una serie de empresas recientemente establecidas en el sector de la biotecnología.

El Palacio de Fredensborg, otro castillo real, fue construido por Federico IV en 1722 en estilo barroco y se amplió más tarde en el siglo XVIII. Como el palacio es una de las residencias oficiales de la familia real danesa, no está abierto al público. No obstante, se pueden visitar los jardines del palacio.

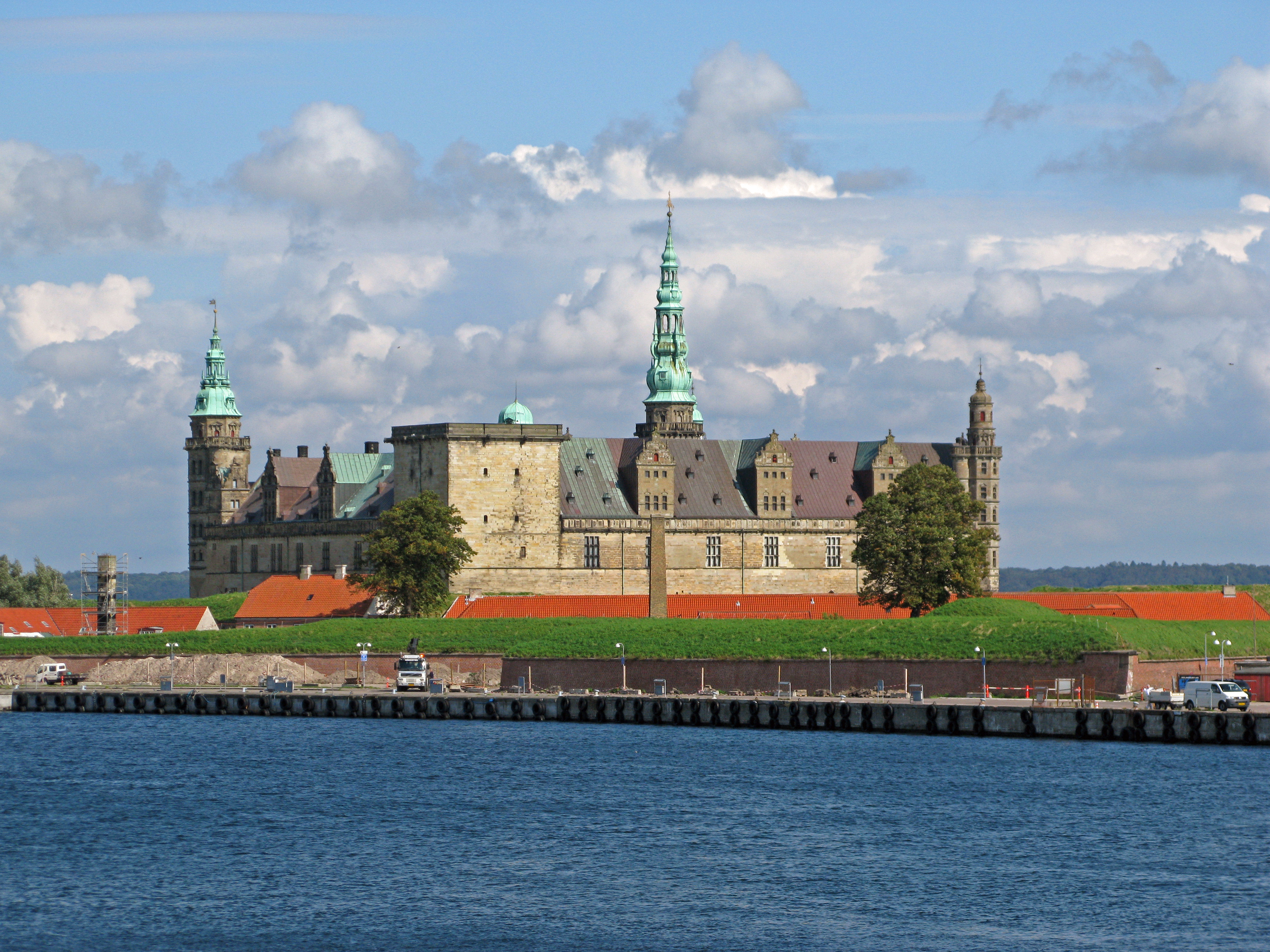
Kronborg, Helsingør (listado por la UNESCO)
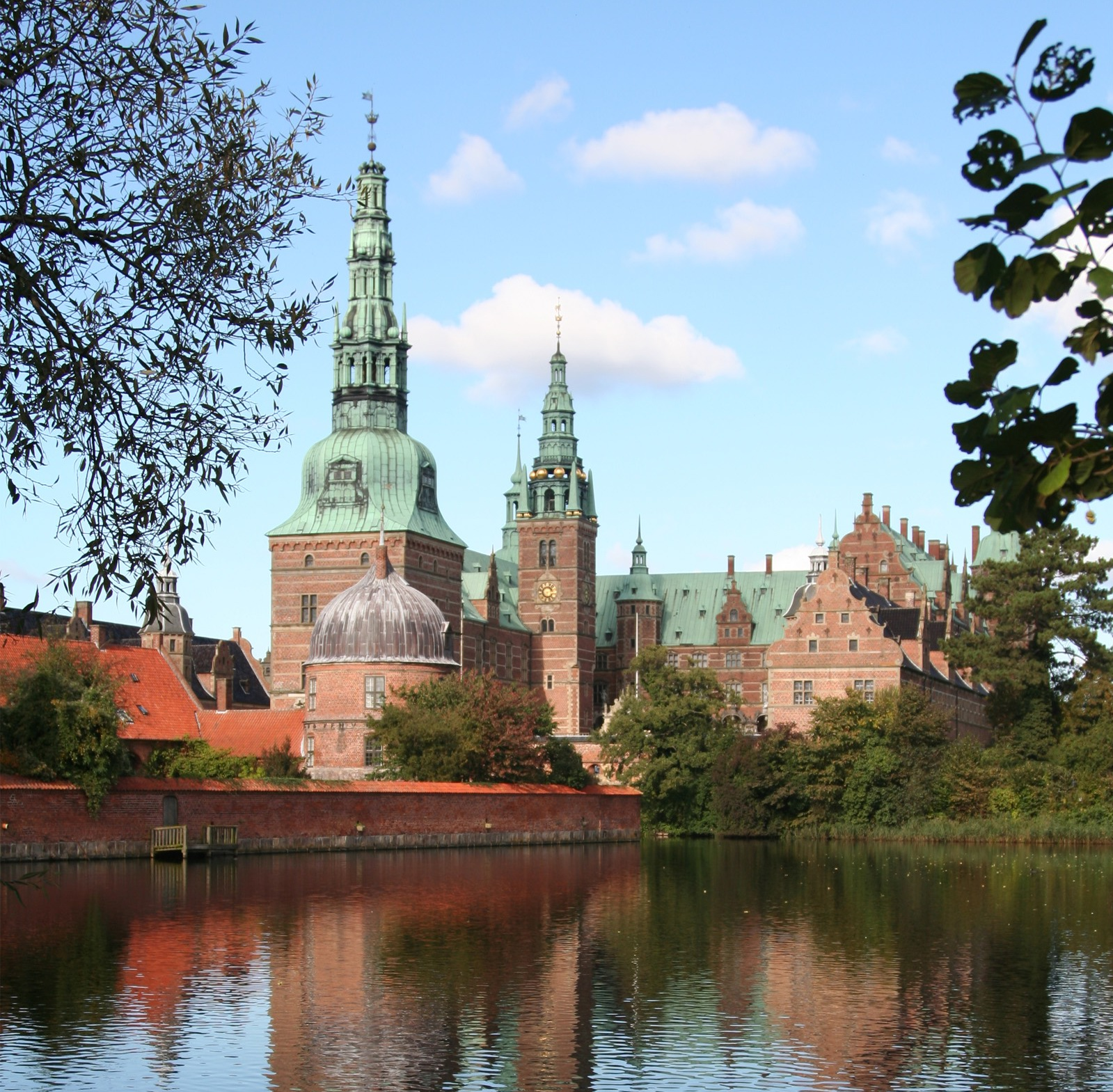
Frederiksborg, Hillerød
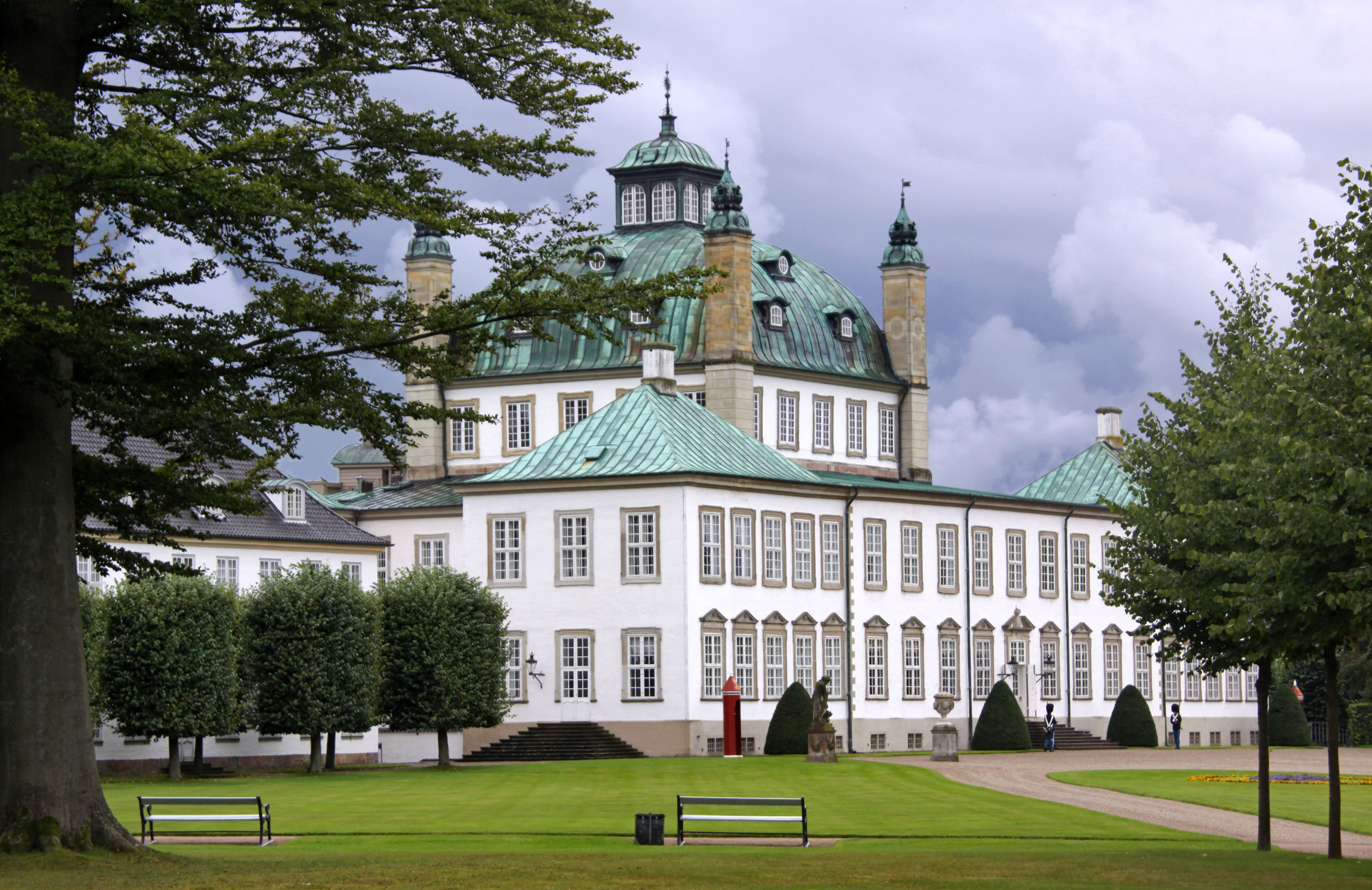
Palacio de Fredensborg

### Museos y lugares patrimoniales
El Museo de Arte Moderno de Luisiana en Humlebæk, al sur de Helsingør, es el museo de arte más popular de Dinamarca. Creado en 1958, cuenta con una gran colección permanente de pintura y escultura desde mediados del siglo XX hasta la actualidad. Rungstedlund, también conocido en el Museo Karen Blixen, es una casa de campo en la costa este que se ha conservado para presentar la casa en la que vivió hasta su muerte en 1962 la reconocida escritora danesa Karen Blixen, autora de Memorias de África. Se inauguró como museo en 1991.
El Museo Danés de Ciencia y Tecnología (Museo Danmarks Tekniske) en Helsingør tiene una amplia variedad de atracciones, incluidas máquinas de vapor, coches veteranos y electricidad. El Museo JF Willumsens en Frederikssund al suroeste es un museo de arte dedicado a las obras del artista simbolista Jens Ferdinand Willumsen (1863-1958) que se inauguró en 1957. Los edificios restantes de la abadía de Esrum del siglo XII cerca de Hillerød fueron catalogados como patrimonio en 1992. Después de la restauración, uno de los edificios se inauguró como museo en 1997 con una colección permanente, así como instalaciones para exposiciones temporales y eventos como conciertos y presentaciones. El Museo Rudolph Tegner en Dronningmølle, en la costa norte, presenta las obras del escultor simbolista Rudolph Tegner (1873-1950) en un edificio de hormigón parecido a un búnker con una galería octogonal de 11 metros de altura. El parque circundante exhibe 14 estatuas creadas por Tegner.

El Museo Danés de Caza y Silvicultura en Hørsholm acogió una exposición sobre el paisaje de caza Par force declarado Patrimonio de la Humanidad por la UNESCO en el norte de Zelanda. Se dedicó una exposición especial a la lista en octubre de 2015. Sin embargo, después de que el Museo Danés de Caza y Silvicultura cerrara el 1 de enero de 2017, la gestión del sitio patrimonial se trasladó al Museo del Norte de Zelanda.

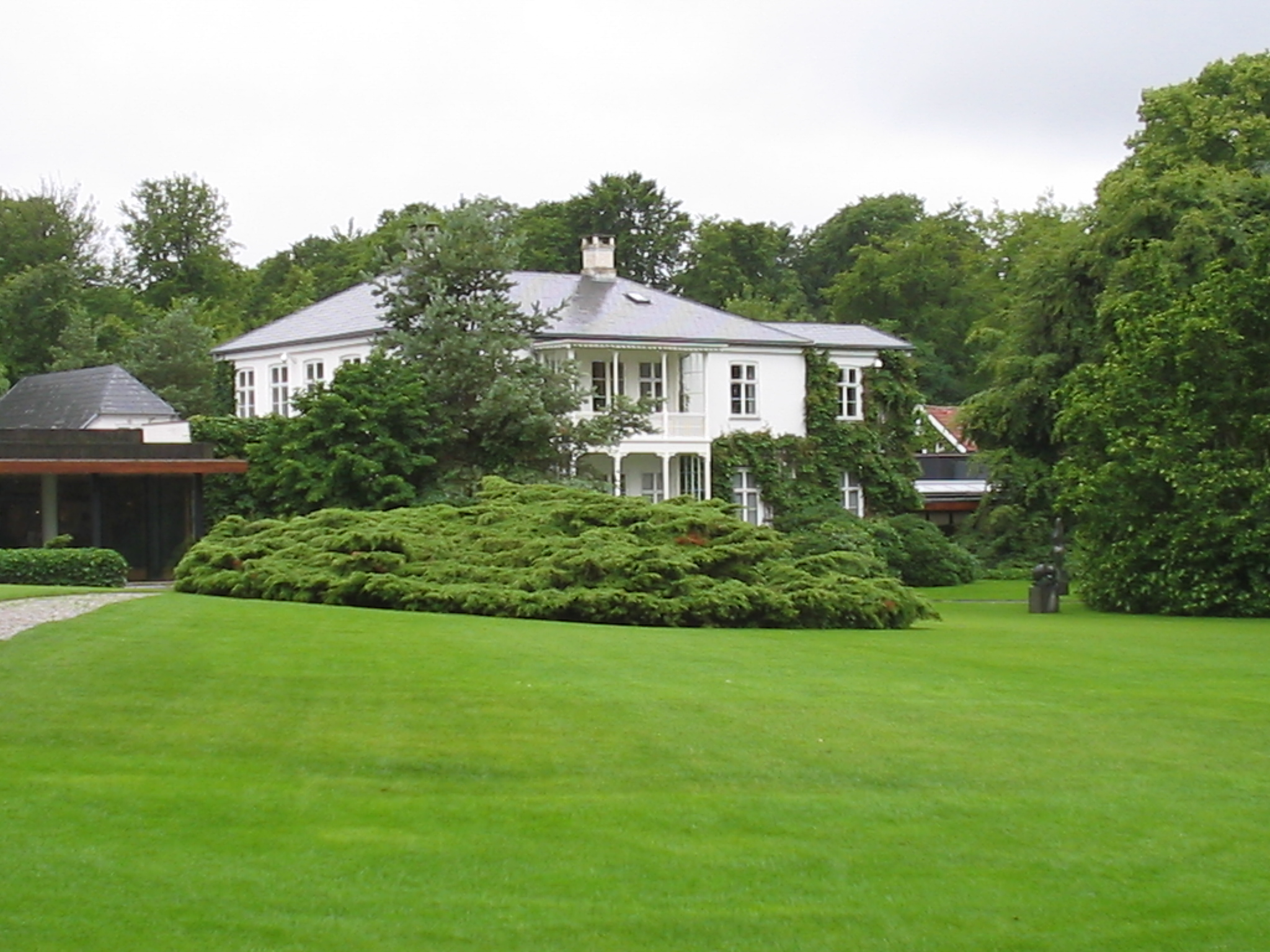
Museo de Luisiana
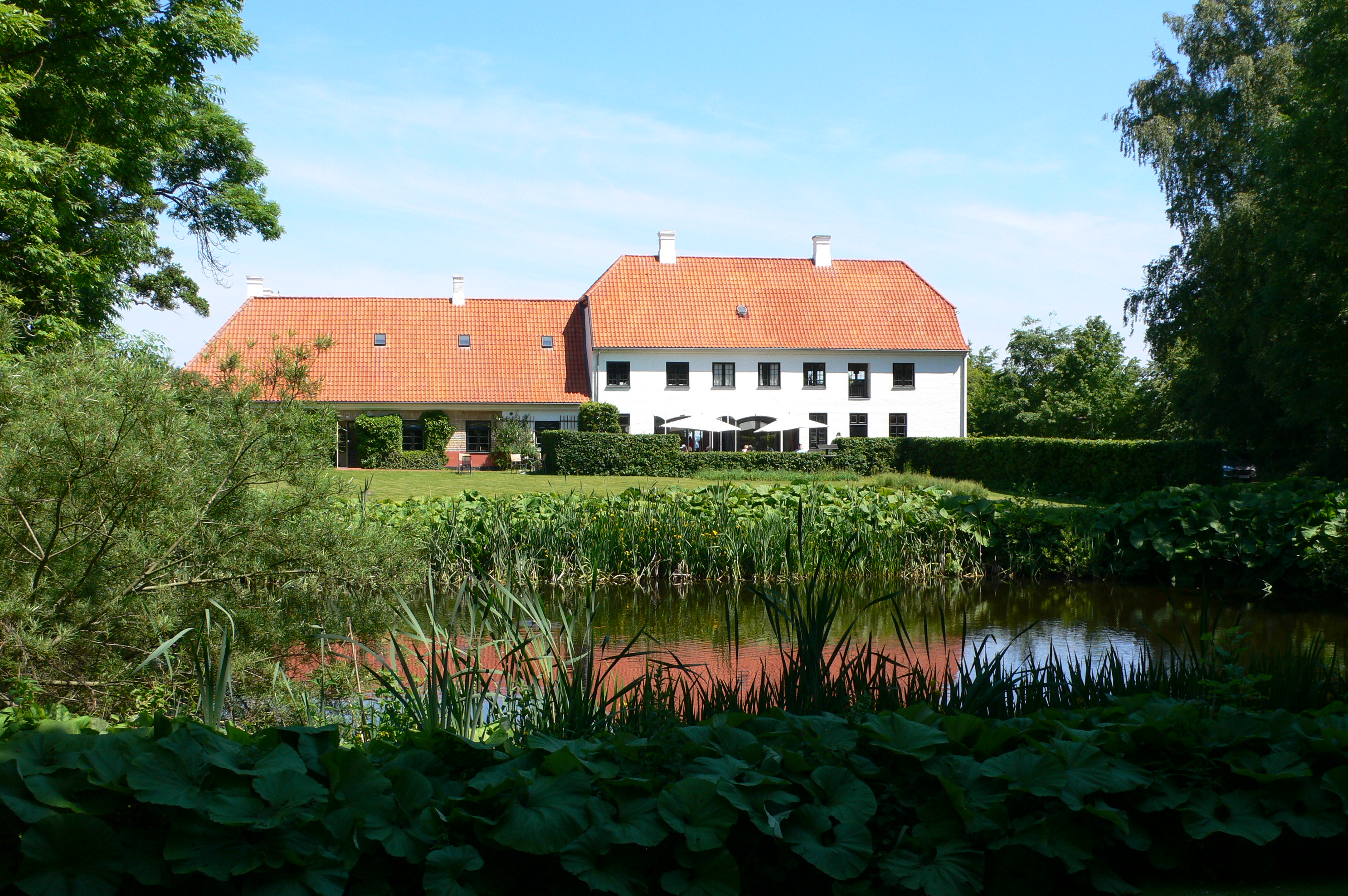
Rungstedlund
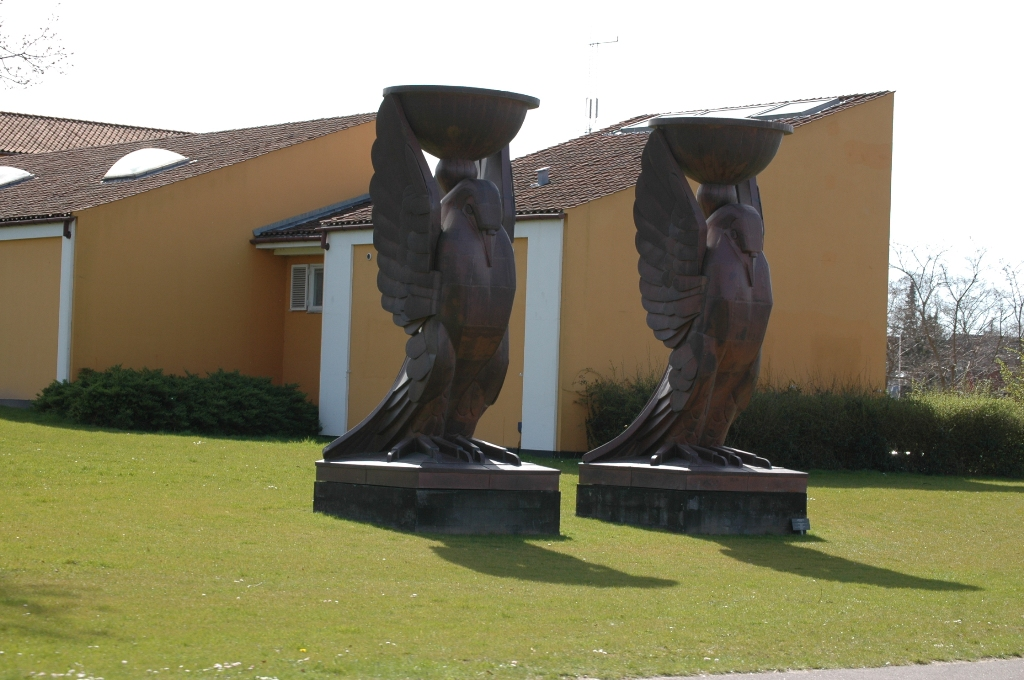
Museo JF Willumsen
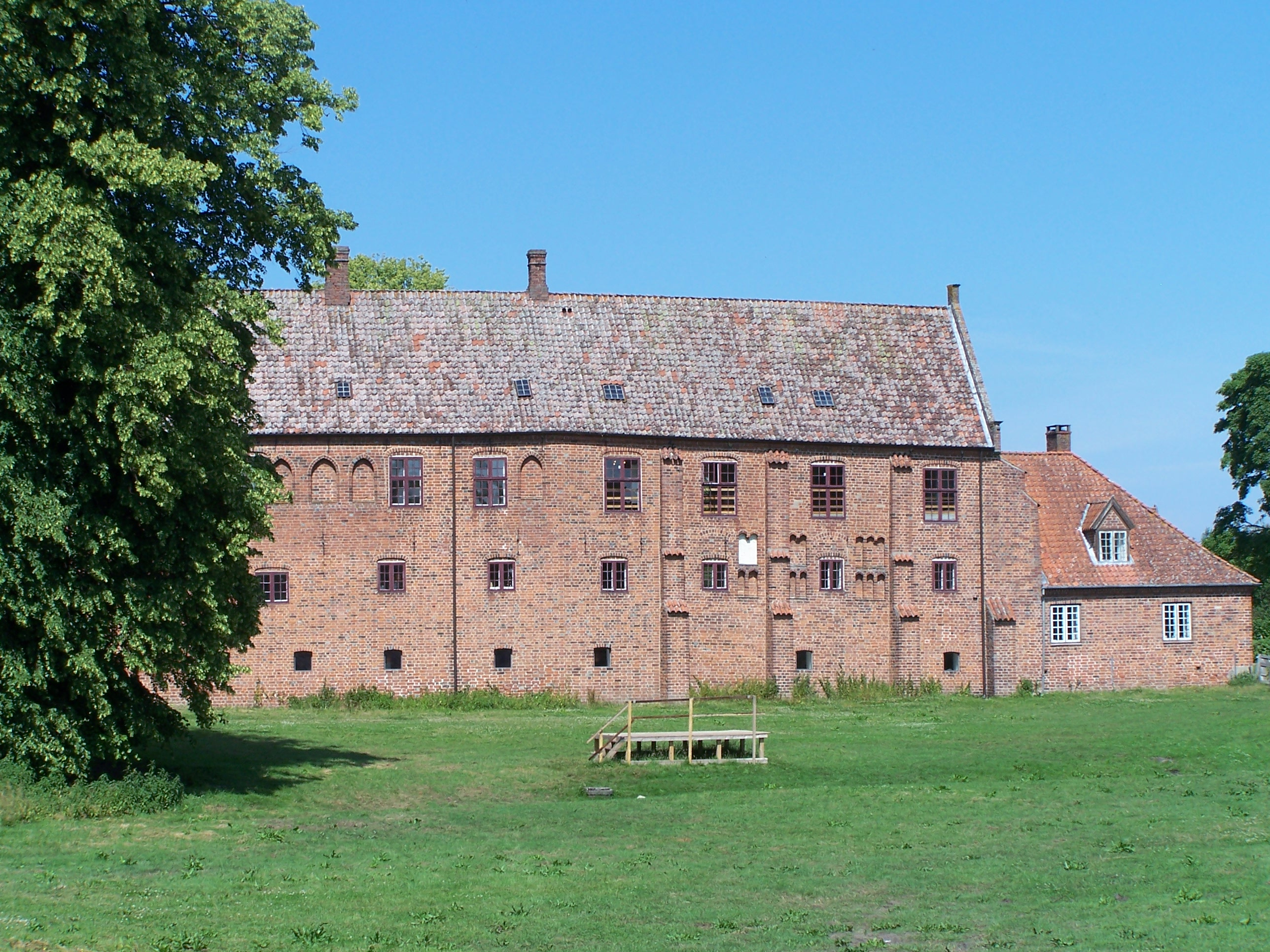
Abadía de Esrum
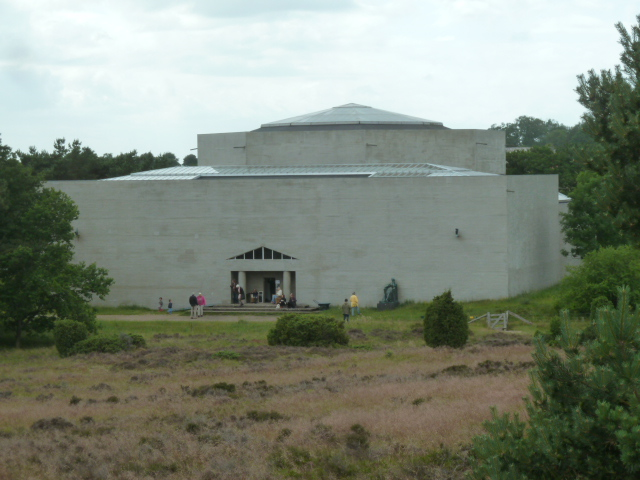
Museo Rodolfo Tegner

- Hartmann, Godfred (1986). Nordsjælland. Gyldendal. ISBN 978-87-00-81084-6.
- Porter, Darwin; Prince, Danforth (2009). Frommer's Denmark. John Wiley & Sons. pp. 170-. ISBN 978-0-470-50290-7.